# 勾昭儀
昭仪勾氏（?—?），宋神宗的妃嬪。
初封仁寿郡君，元丰八年（1085年）四月，新皇帝宋哲宗尊封她为才人，元符三年（1100年）正月进美人，大观二年（1108年）二月进婕妤。政和元年（1111年）十一月廿六日，宋徽宗下诏：「婕妤勾氏、美人魏氏昨遇冬祀大礼，合得亲属恩泽，并回授逐位使臣。」政和六年（1116年）八月初四日，婕妤勾氏特赠昭仪。